# Circuito do Ouro

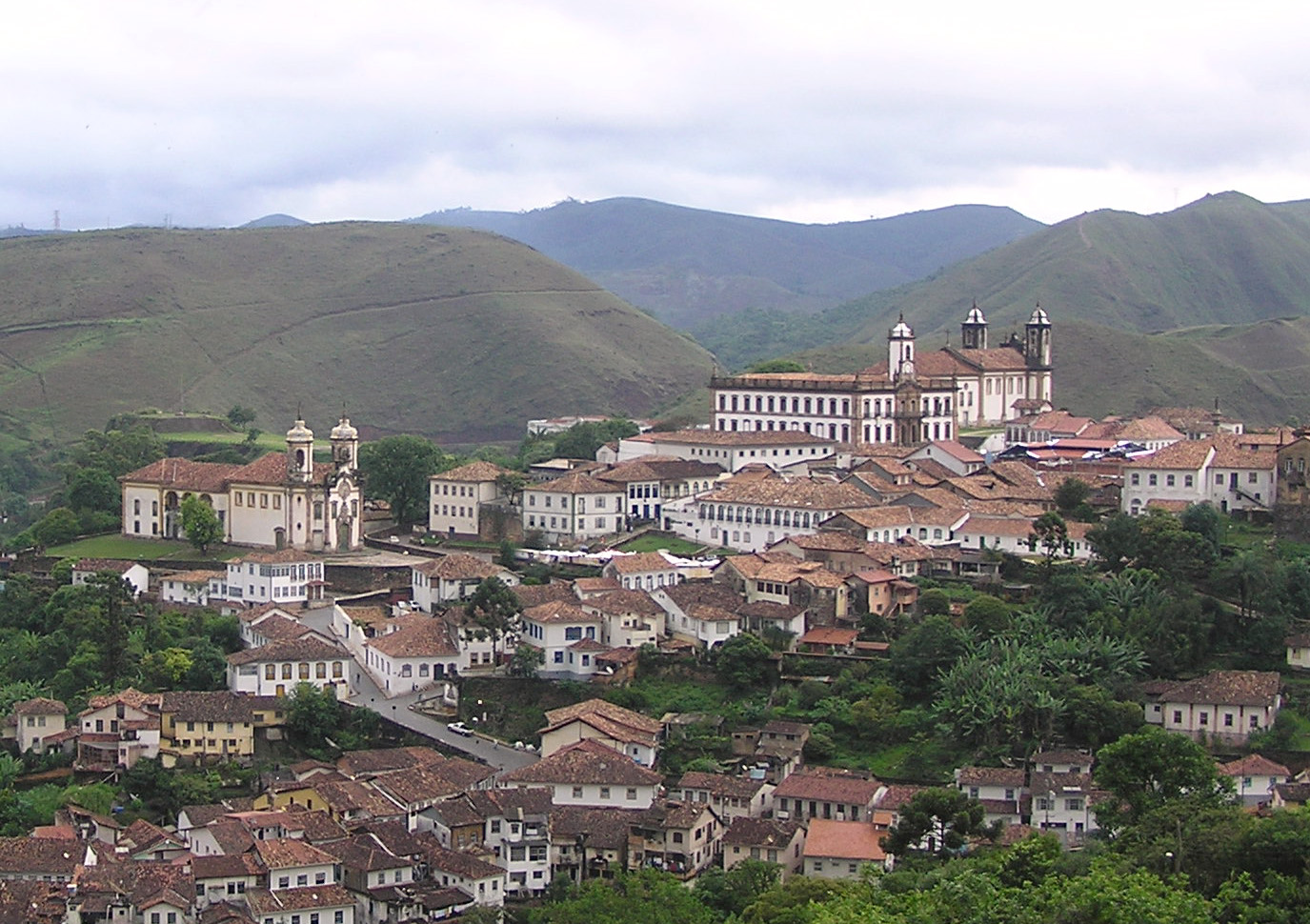
Ouro Preto: patrimônio histórico e cultural da humanidade.

O Circuito do Ouro é um circuito turístico do estado brasileiro de Minas Gerais que integra a região da Estrada Real.

## História
O circuito é o caminho que foi desbravado pelos bandeirantes, às margens do Rio das Velhas. As regiões eram colonizadas quando se detectava a existência do ouro. As primeiras pepitas foram encontradas em Sabará, no final do século XVII.[carece de fontes?]

## Localização
Localizado na confluência das mesorregiões da Zona da Mata e Metropolitana de Belo Horizonte, o circuito é constituído por dezessete municípios: Bom Jesus do Amparo, Caeté, Catas Altas, Congonhas, Itabira, Itabirito, Mariana, Nova Era, Nova Lima, Ouro Branco, Ouro Preto, Piranga, Raposos, Rio Acima, Sabará, Santa Bárbara e Santa Luzia.

## Transporte
O transporte rodoviário chegou à região entre 1722 e 1725 quando foi estabelecido o Caminho Novo da Estrada Real, que ligava Ouro Preto ao Rio de Janeiro. Hoje, as principais rodovias que integram os municípios do circuito são as federais BR-040, BR-120, BR-262, BR-356, BR-381 e BR-482 e as estaduais MG-020, MG-262 e MG-326.
O transporte ferroviário, por sua vez, chegou à região em 1888 com a construção do Ramal da Ponte Nova, que ligou Ouro Preto à linha do centro.